# Tjuluut
Tjuluut (mongoliska: Чулуут) är en sum i Archangaj i Mongoliet. Den har en yta på 3 900 kvadratkilometer, och den hade 3 514 invånare år 2010.